# Рыжие дятелки
Рыжие дятелки (лат. Sasia) —  род птиц  семейства дятловых. В состав рода включают два вида. Два вида распространены в Юго-Восточной Азии и один в Африке.

## Описание
Рыжие дятелки - это очень маленькие, почти бесхвостые птицы с длиной тела не более 10 сантиметров, с тёмно-оливково-зелёной верхней частью и оранжево-красной или ржаво-красной нижней стороной, соответственно. Большая голова почти незаметно переходит в относительно массивное и пухлое туловище. Все три вида имеют длину чуть менее 10 сантиметров и максимальную массу около 12 граммов. Несмотря на географическую разобщенность, эти крошечные дятлы схожи во многих аспектах поведения и имеют некоторые отличительные морфологические особенности, такие как выраженное мясистое окологлазное кольцо и круглое поперечное сечение верхней челюсти. Тем не менее, существуют и некоторые морфологические различия: у двух азиатских видов 10 хвостовых перьев и три пальца на ногах, при этом отсутствует первый палец, в то время как у африканского вида восемь хвостовых перьев и четыре пальца на ногах, при этом первый палец тонкий и редуцированный.

## Виды
В состав рода включают два вида:
| Изображение | Русское название         | Научное название | Распространение      |
| ----------- | ------------------------ | ---------------- | -------------------- |
|             | Малайский рыжий дятелок  | Sasia abnormis   | Малайзия и Индонезия |
|             | Белобровый рыжий дятелок | Sasia ochracea   | Юго-Восточная Азия   |